# Новомосирська сільська рада
Новомосирська сільська рада — колишня адміністративно-територіальна одиниця та орган місцевого самоврядування у Ковельському районі Волинської області з адміністративним центром у селі Новий Мосир.
Припинила існування 18 листопада 2015 року через об'єднання до складу Голобської селищної територіальної громади Волинської області. Натомість утворено Новомосирський старостинський округ при Голобській селищній громаді.

## Населені пункти
Сільській раді були підпорядковані населені пункти:
- с. Новий Мосир
- с. Дарівка
- с. Партизанське
- с. Старий Мосир

## Склад ради
Сільська рада складалась з 12 депутатів та голови. Склад ради: 6 депутатів (50.0 %) — самовисуванці, 5 депутатів (41.7 %) — від партії Сильна Україна та ще один депутат (8.3 %) від Народної партії. 

## Керівний склад сільської ради
| ПІБ                        | Основні відомості                                   | Дата обрання | Дата звільнення |
| -------------------------- | --------------------------------------------------- | ------------ | --------------- |
| Вісин Віктор Олександрович | Сільський голова, 1961 року народження, освіта      | 26.03.2006   | 31.10.2010      |
| Вісин Олександр Вікторович | Сільський голова, 1961 року народження, освіта вища | 31.10.2010   |                 |

Примітка: таблиця складена за даними джерела

## Населення
Населення сільської ради згідно з переписом населення 2001 року становить 877 осіб. 
| Населенні пункти  | 2001 рік | 1989 рік |
| ----------------- | -------- | -------- |
| Дарівка           | 412      | 420      |
| Новий Мосир       | 219      | 320      |
| Партизанське      | 98       | 710      |
| Старий Мосир      | 148      | 260      |
| Сукупне населення | 877      | 1,710    |

### Мова
Розподіл населення за рідною мовою за даними перепису 2001 року:
| Мова       | Відсоток |
| ---------- | -------- |
| українська | 98,86 %  |
| російська  | 1,03 %   |
| вірменська | 0,11 %   |

## Географія
Сільрада розташована на південному краї Ковельського району. Граничить з Рожищенським районом. На заході межує з Майданською, зі сходу з Поповичівською сільськими радами, а з півночі з Голобською селищною радою.
За кілька кілометрів від сіл Старий Мосир та Дарівка проходить траса E85, що з'єднує Берестя з Чернівцями, в межах України траса має назву М19, ділянка Ковель—Луцьк. Майже паралельно з шосе пролягає залізнична гілка, найближчі зупинки — зупинний пункт Стохід та залізнична станція Голоби. 
З південного боку поблизу сіл Партизанське, Новий Мосир та Старий Мосир протікає річка Стохід (права притока Прип'яті, басейн Дніпра). 